# Miszo
A miszo (味噌) szójababból/árpából/rizsből készült erjesztett paszta, a japán konyha nélkülözhetetlen eleme. Ízesítőszerként használják.

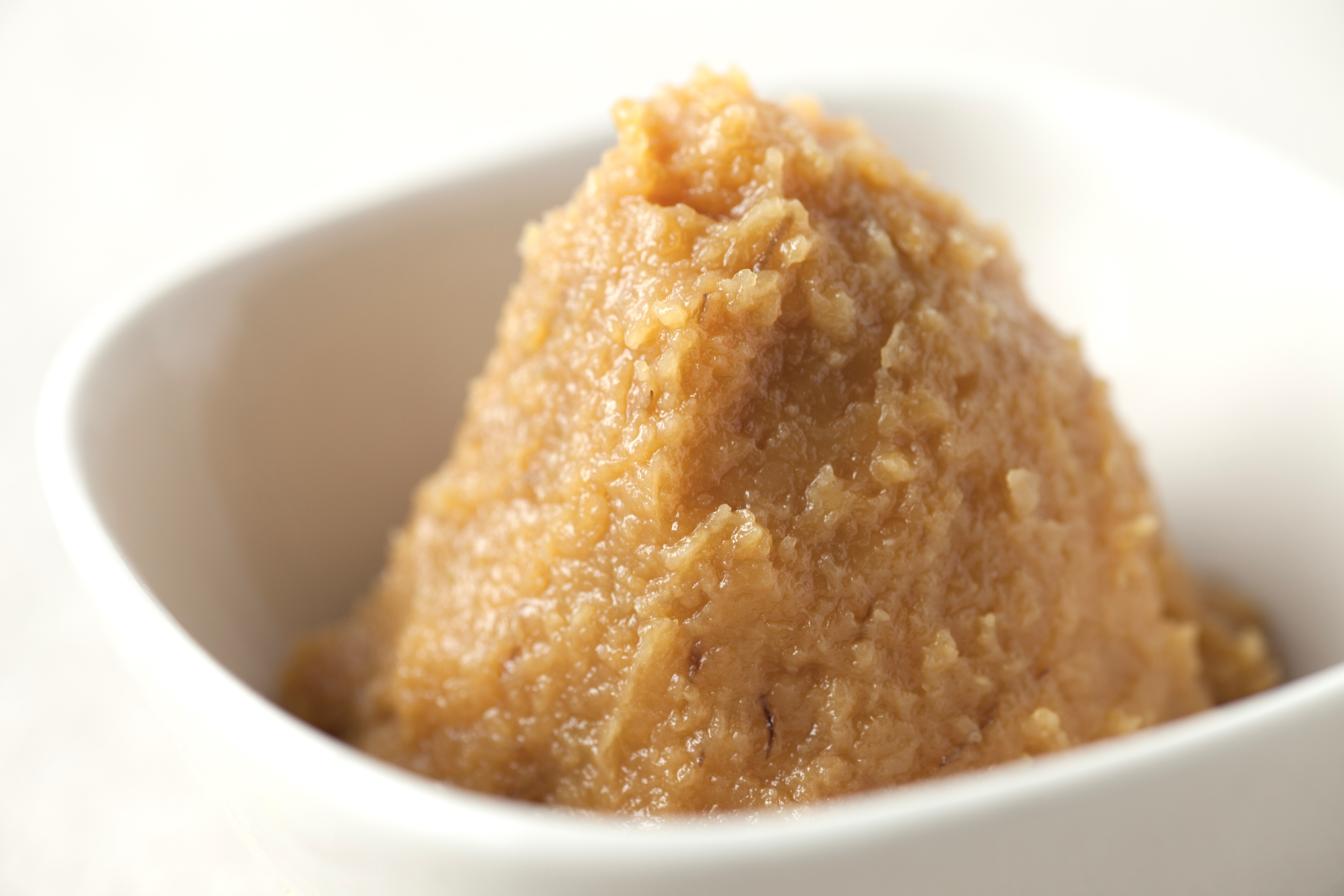
Miszo

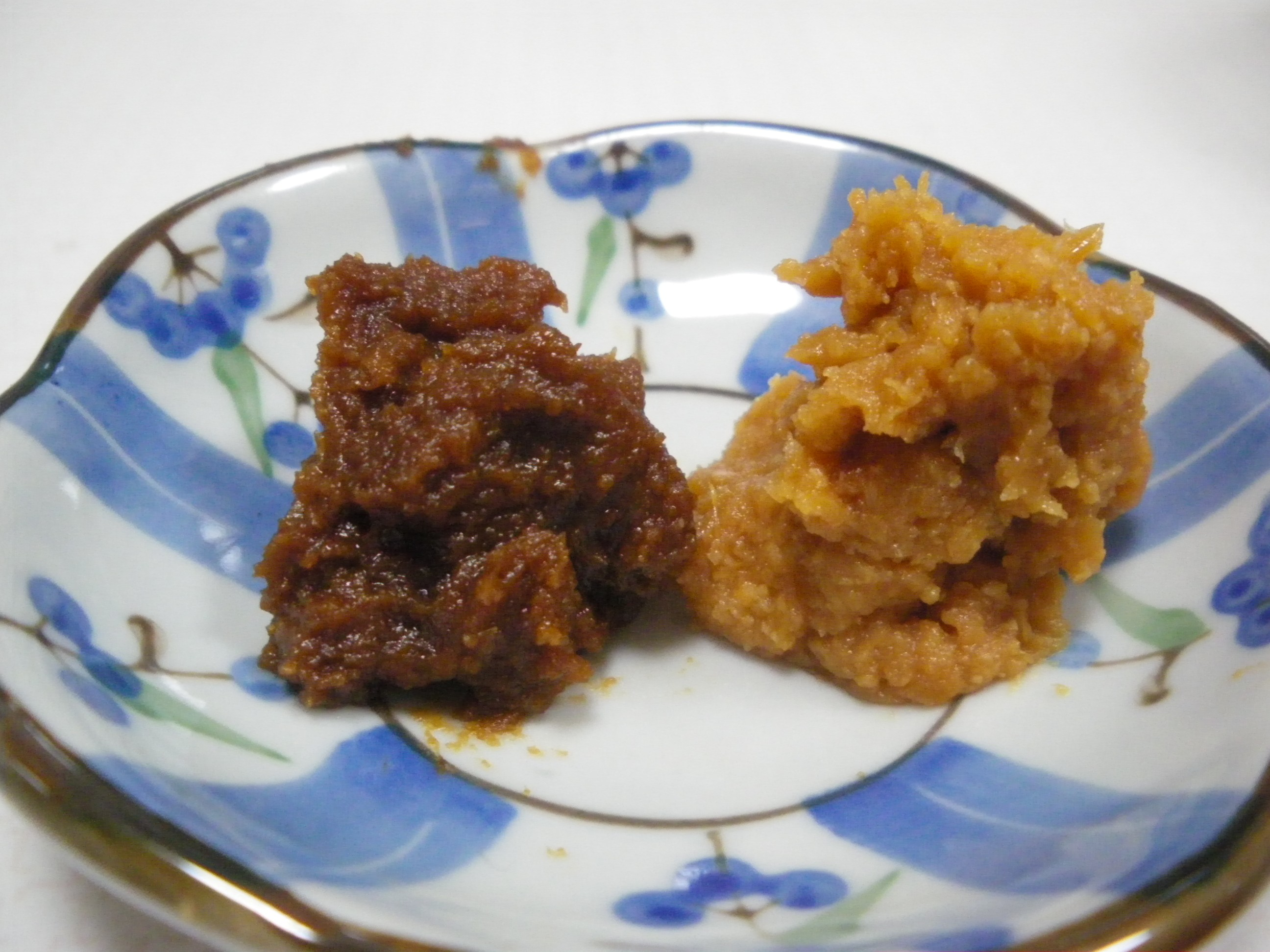
Miszofajták

## Elkészítés
A legnépszerűbb fajtát miszoszójából készítik, az erjesztést pedig kódzsikin (麹菌) nevű gombával végzik, sót is felhasználva. Hordóban több hónapig vagy akár évekig erjesztik. Színe és íze függ a hozzávalóktól és az érlelési időtől is. Ha rövidebb ideig, kevesebb sót használva erjesztik, a miszo világosabb, ha hosszabb ideig, sötétebb színű lesz. Fajtái: siromiszo (fehér miszo), akamiszo (vörös), avaszemiszo (kevert), hacsomiszo (teljesen fekete színű). Ezek a főbb kategóriák, ezeken belül még rengeteg alkategória létezik, ahova a miszót a felhasznált alapanyagok, szín, íz és készítési mód szerint besorolják. A hagyományos szója, rizs, árpa mellett kerülhet bele köles, hajdina, búza vagy rozs is.

## Felhasználás
A miszót ízesítőszerként használják, legismertebb miszóból készült étel a miszosiru (味噌汁), vagyis a miszoleves. Ez egy igen változatosan elkészíthető és egyszerű étel, miszóból és dasiból alaplevet készítenek, ebbe tésztát, zöldségeket, tofut, gyakorlatilag bármit tehetnek.

A miszo egészséges, könnyű étel, magas fehérje-, vitamin- és ásványianyag-tartalma van. Sok japán miszolevessel kezdi a napot. A leves mellett más ételeket is szokás miszóval ízesíteni, például szószokat, önteteket, leveseket (udon, ramen, nabe, imoni). Ezeken kívül savanyúságokban is előfordul (miszozuke), sőt még édességekhez is használják bevonatként (mocsidango).

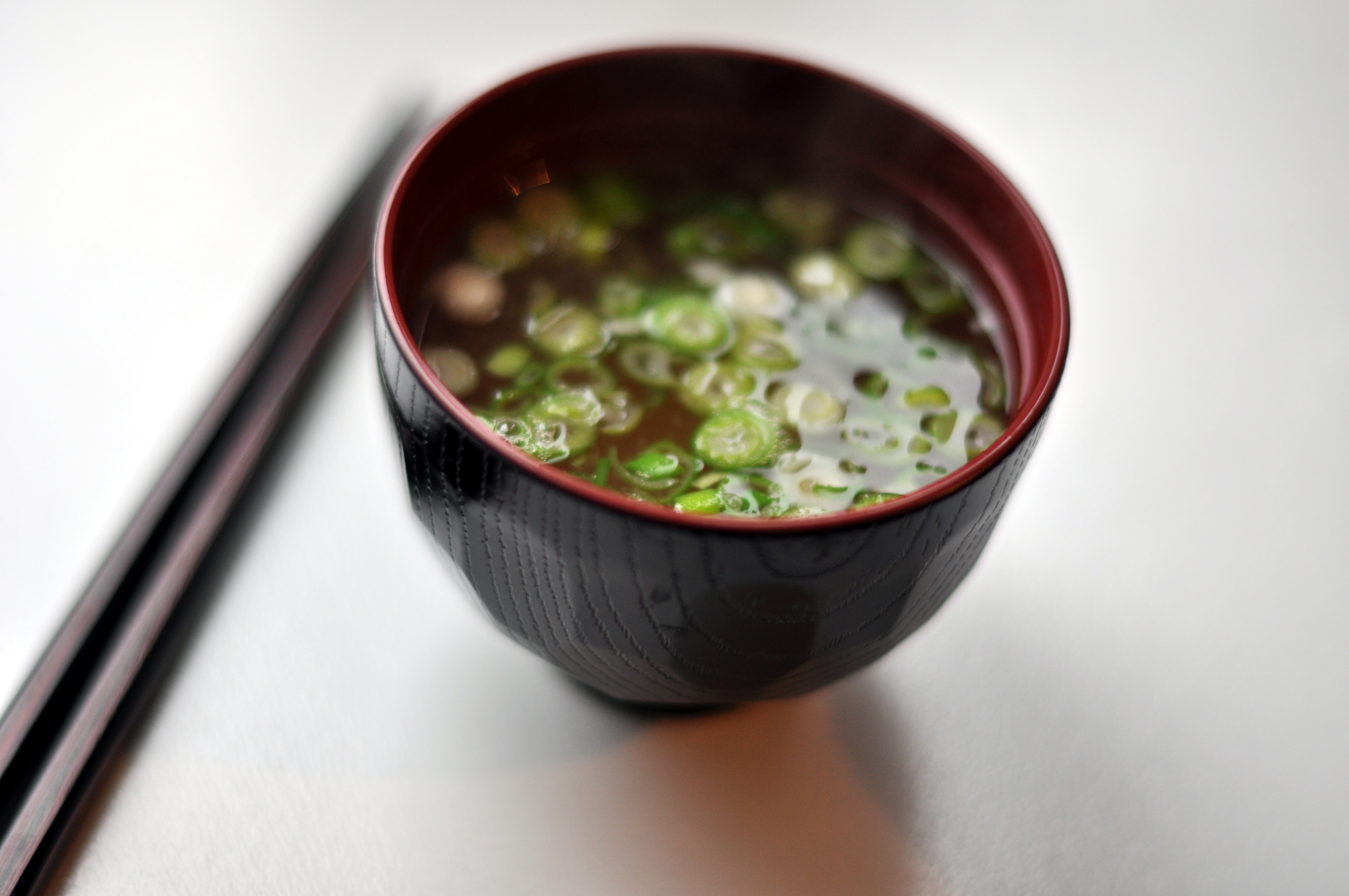
Miszoleves

## Története
Kínából származik, ahol az i. e. 4. században szójababból, búzából, alkoholból és sóból készítették. Ezt hisiónak nevezték. Japánban a VII. században, a Heian-korban terjedt el, amikor a japánok átvették Kínából a buddhizmust, a szerzetesek hozták be az országba más szója alapú élelmiszerekkel együtt. Ezeket közös néven sinek nevezték.
A Muromacsi-korig a szójabab megőrlése nélkül, a nattóhoz hasonlóan készítették. A Kamakura-korban már az étkezés szerves részévé vált, egy átlagos étkezés rizsből, szárított halból, friss zöldségekből és egy adag miszóból állt. A Muromacsi-korszakban kezdték el más ételek ízesítésére is használni. Ekkor vették észre ugyanis szerzetesek, hogy a szójababot pasztává is lehet passzírozni. A középkorban megjelent a temaemiszo fogalom, ami annyit tesz: házi miszo. Egyszerűsége miatt elterjedt az otthon készítés.
Az Edo-korban kukinak nevezték, és már rengeteg változata elterjedt Japán-szerte.
Az íze, állaga, szaga változhat évszaktól, régiótól és hőmérséklettől.
Ma már inkább gyárakban állítják elő, boltokban lehet kapni, és hűtőben tárolva sokáig eláll. Az ételekhez csak a főzés végén vagy közvetlenül a főzés után javasolt hozzáadni, mivel számos mikroorganizmus él benne.

## Fordítás
- Ez a szócikk részben vagy egészben  a   Miso című angol Wikipédia-szócikk fordításán alapul.  Az eredeti cikk szerkesztőit annak laptörténete sorolja fel. Ez a jelzés csupán a megfogalmazás eredetét és a szerzői jogokat jelzi, nem szolgál a cikkben szereplő információk forrásmegjelöléseként.